# Crambe tataria
Crambe de Tartarie
Espèce
Classification phylogénétique
Crambe tataria (ou crambe de Tartarie) est une plante appartenant au genre Crambe et à la famille des Brassicacées (ou Crucifères). Cette herbacée spontanée de l'écosystème ponto-sibérien forme de grosses touffes d'une hauteur de 60 à 90 cm. En Europe centrale, elle ne se rencontre que dans la plaine de Pannonie et plus particulièrement dans le Weinviertel autrichien.